# Windsor (Virgínia)
Windsor és una població dels Estats Units a l'estat de Virgínia. Segons el cens del 2000 tenia 1.000 habitants.

## Demografia
Segons el cens del 2000, Windsor tenia 916 habitants, 389 habitatges, i 269 famílies. La densitat de població era de 416,1 habitants per km².
Dels 389 habitatges en un 30,6% hi vivien nens de menys de 18 anys, en un 52,4% hi vivien parelles casades, en un 12,6% dones solteres, i en un 30,6% no eren unitats familiars. En el 27,5% dels habitatges hi vivien persones soles l'11,3% de les quals corresponia a persones de 65 anys o més que vivien soles. El nombre mitjà de persones vivint en cada habitatge era de 2,35 i el nombre mitjà de persones que vivien en cada família era de 2,87.
Per edats la població es repartia de la següent manera: un 23,8% tenia menys de 18 anys, un 7,4% entre 18 i 24, un 29% entre 25 i 44, un 27,3% de 45 a 60 i un 12,4% 65 anys o més.
L'edat mediana era de 38 anys. Per cada 100 dones de 18 o més anys hi havia 84,7 homes.
La renda mediana per habitatge era de 36.528$ i la renda mediana per família de 44.167$. Els homes tenien una renda mediana de 34.205$ mentre que les dones 25.000$. La renda per capita de la població era de 20.999$. Entorn del 5,9% de les famílies i el 8,8% de la població estaven per davall del llindar de pobresa.

## Poblacions més properes
El següent diagrama mostra les poblacions més properes.